# Femton (kortspel)
Femton är ett kortspel för två deltagare. Spelet är besläktat med tjugoett och Black Jack, och går ut på att med ett eller flera kort försöka uppnå det sammanlagda värdet 15, eller komma så nära som möjligt utan att överskrida detta tal. Essen är värda 1 och nummerkorten har samma värde som sin valör. Kungarna, damerna och knektarna räknas som 0.
Efter att insatserna gjorts ger den spelare som är i tur att vara giv ett kort till motspelaren och ett till sig själv. Motspelaren tittar på sitt kort och har att välja mellan att förklara sig nöjd eller begära ytterligare kort. När motspelaren är klar är det givens tur att göra samma sak. Spelaren med det bästa värdet vinner potten. Har båda spelarna samma värde, eller om båda har passerat 15, stannar insatserna i potten till följande giv.